# Revisionismo (marxismo)

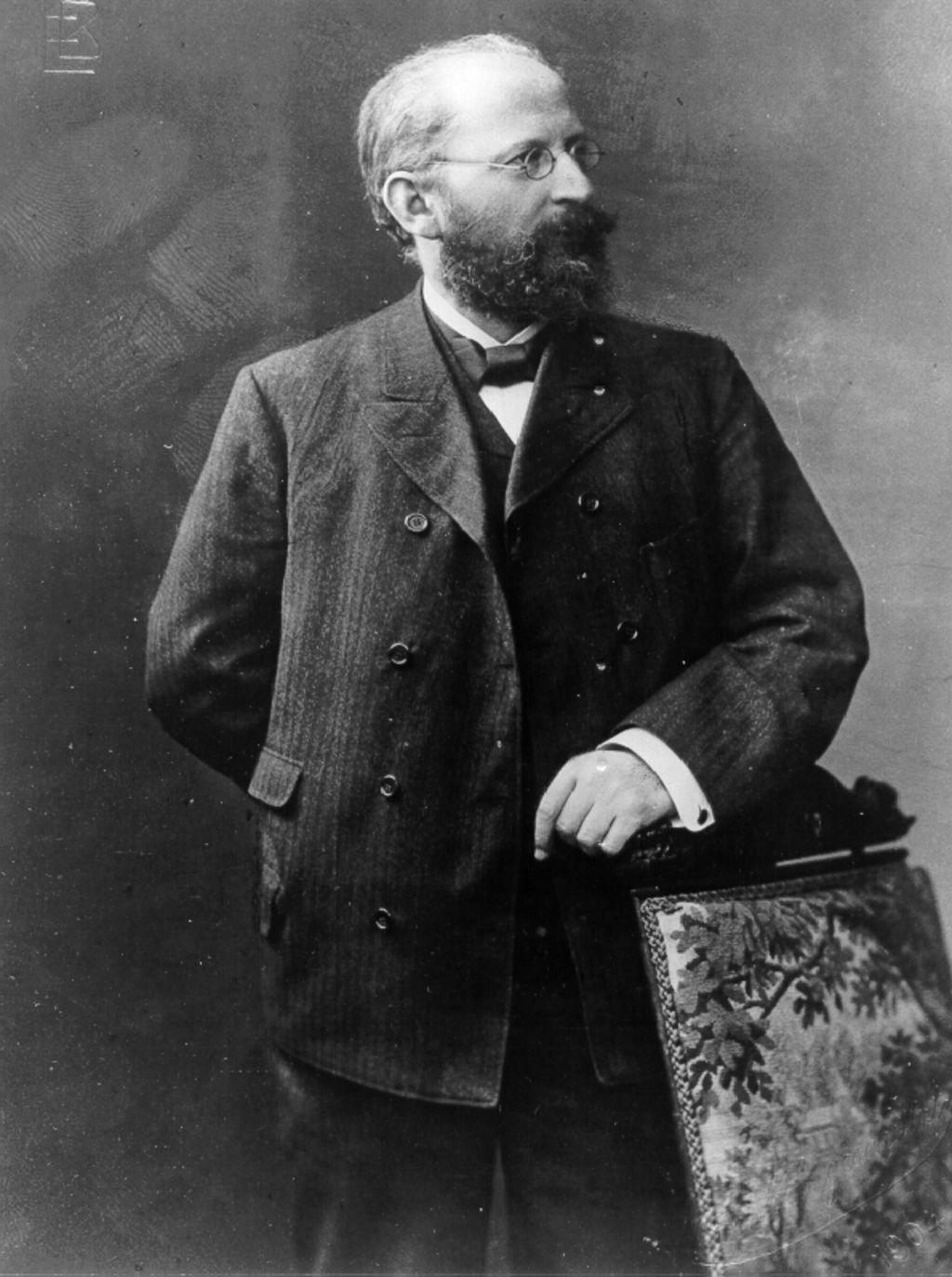
Eduard Bernstein, padre del «revisionismo marxista» y uno de los principales fundadores de la socialdemocracia, en una fotografía tomada en el año 1895.

Dentro del movimiento marxista, la palabra «revisionismo» es usada para referirse a varias ideas, principios y teorías basadas en una revisión significativa de las premisas fundamentales del materialismo histórico de Karl Marx en el siglo XIX. La corriente opuesta al revisionismo marxista es el antirrevisionismo marxista.
En sentido estricto, el «revisionismo» dentro del movimiento marxista es cualquier interpretación heterodoxa del marxismo. El término ha sido históricamente usado por parte de aquellos marxistas que creen que tales revisiones son injustificadas, por lo que representan un abandono o traición de lo que ellos mismos interpretan como la variante «más pura» del marxismo. Debido a que el término «revisionismo» fue adquiriendo una connotación peyorativa con el paso de las décadas, actualmente pocos marxistas se autodefinen como «revisionistas», pero todavía hay marxistas abiertamente «revisionistas». Aquellos marxistas que se autodenominan como «revisionistas» afirman que «revisar el marxismo no es traicionarlo sino adaptarlo a las condiciones específicas de determinada época y de determinado país».

## Definición de la palabra «revisionismo» y evolución del término
Estrictamente hablando, el «revisionismo» se puede definir como la acción de someter a revisión metódica doctrinas, apreciaciones o prácticas ya establecidas (en este caso las concernientes al marxismo) con el objetivo de actualizarlas o modernizarlas. La palabra «revisionismo» ha sido usada en varios contextos diferentes, para referirse a las distintas «revisiones» a las que ha sido sometida la teoría marxista por parte de varios seguidores de la misma.

### El «revisionismo» reformista

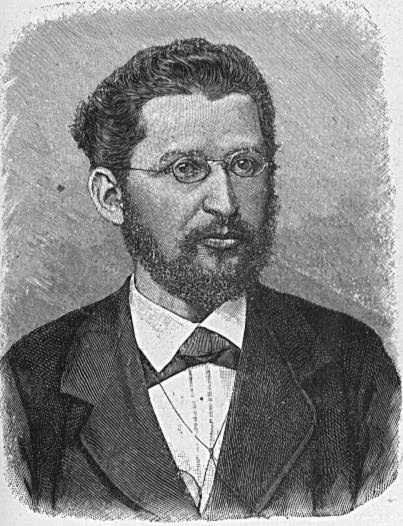
Ilustración del alemán Eduard Bernstein, fundador de la moderna socialdemocracia europea y quien originó el «revisionismo» dentro del movimiento marxista.

#### Surgimiento del término «revisionismo» dentro del marxismo
El término «revisionismo» fue usado por primera vez dentro del movimiento marxista en sentido peyorativo para referirse a las críticas formuladas por Eduard Bernstein a finales del siglo XIX en una serie de artículos publicados entre 1896 y 1898 en Die Neue Zeit y en su libro de 1899 Las premisas del socialismo y las tareas de la socialdemocracia.

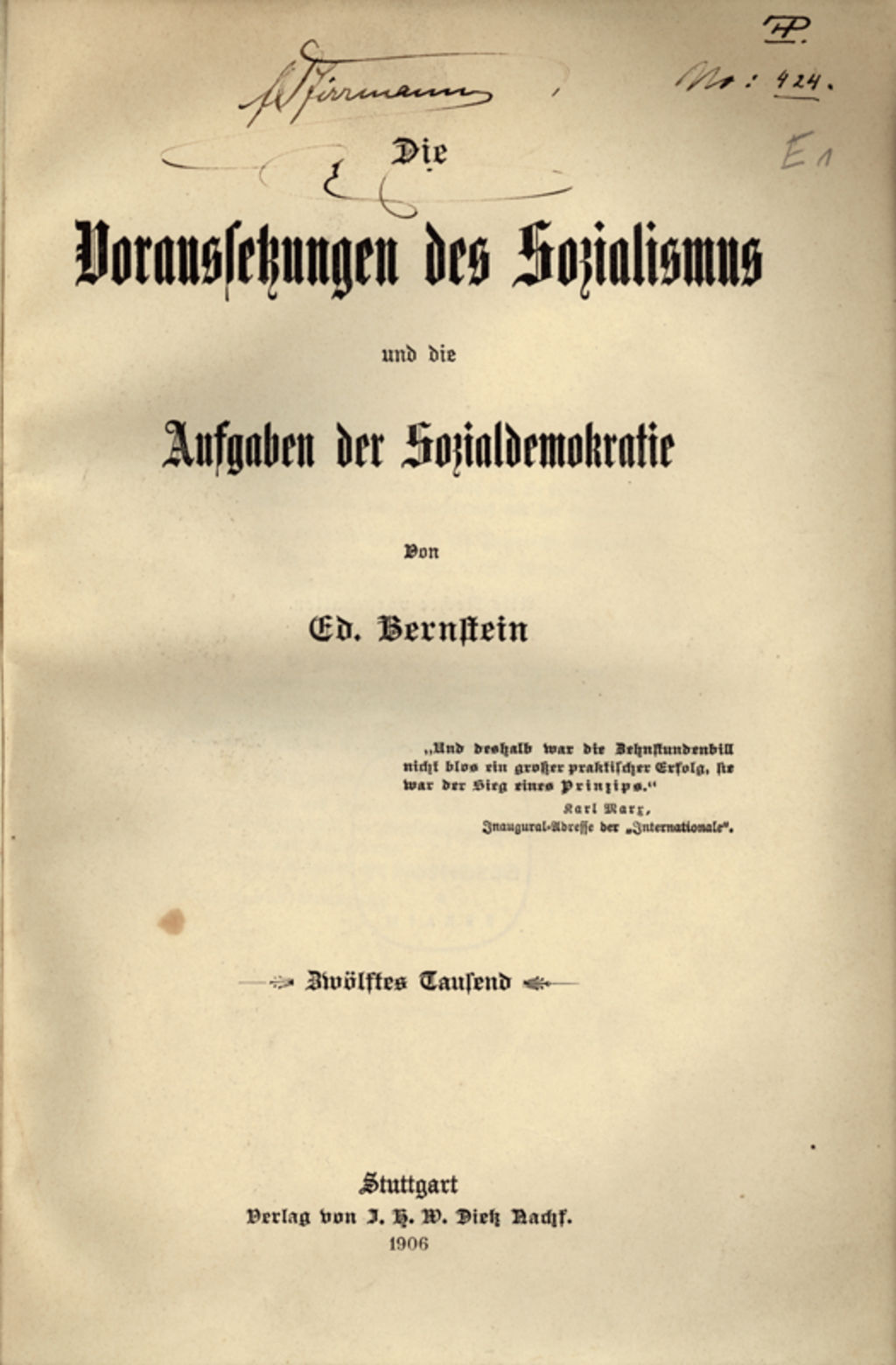
Edición de 1906 de Las premisas del socialismo y las tareas de la socialdemocracia de Eduard Bernstein.

El propio Bernstein relató que el término surgió hacia 1903 o 1904 como reacción frente al libro de Alfred Nossig titulado precisamente «Die Revision des Sozialismus» —cuya traducción del alemán al castellano es «La Revisión del Socialismo»— y que, aunque al principio lo rechazó, acabó aceptándolo siendo aplicado, según Bernstein, «a todos aquellos socialistas que —incluido yo— tienen una posición crítica respecto a la teoría tradicional de la socialdemocracia».
Eduard Bernstein y otros socialistas como Jean Jaurès revisaron las ideas de Karl Marx acerca de la supuestamente inevitable transición violenta del capitalismo al socialismo, y afirmaron que la revolución violenta no era inevitablemente necesaria para alcanzar una sociedad socialista. Estas críticas dieron origen a la teoría reformista dentro del movimiento marxista, la que asegura que se puede lograr paulatinamente el socialismo a través de reformas graduales y pacíficas emprendidas desde dentro del propio sistema capitalista.

#### ¿Qué defendía originalmente el «revisionismo»?
Fundamentalmente el revisionismo, en la formulación de Eduard Bernstein, consiste en la defensa de estos puntos de vista:
- El marxismo no es puramente materialista ni puramente económico.
- En la historia no actúan exclusivamente fuerzas económicas.
- La teoría de la plusvalía es simplista y demasiado abstracta.
- Aun admitiendo la lucha de clases, esta no se da exclusivamente entre capitalistas y proletarios, sino entre los capitalistas entre sí y los proletarios entre sí.
- No se precisa una revolución violenta para alcanzar el socialismo, porque puede llegarse a él mediante una evolución pacífica a través del sindicalismo y de la acción política.[6]

#### ¿Qué criticaba el «revisionismo» del marxismo?
El revisionismo criticaba varios aspectos del marxismo: 
- En cuanto a la lucha de clases, Bernstein en un principio le criticó que la lucha de clases y las transformaciones no son el único motor de la Historia. «El verdadero socialismo no quiere derribar el orden de las clases; quiere basar las clases en una organización del trabajo que será para todos mejor que la organización actual». Por último, el socialdemócrata Piotr Struve, quiso demostrar que el Estado tiene un carácter independiente, por encima de las clases. Y todo esto está lejos de la concepción fundamental de Marx. La aplicación propia de las ideas de Marx son culpa de él, y ya en su tiempo había distintas interpretaciones de El Capital también denominados «marxismos». Para diferenciarse de estas concepciones pseudo-materialistas, no solo del caso Feuerbach, elevó a categoría científica el análisis aplicado del materialismo histórico y el materialismo dialéctico. Su consecuencia: una doctrina, quiérase «algunas sugerencias» sobre la aplicación directa, inmediata y práctica del político, del proletariado o cualquiera de nuestros agentes institucionales.

- Por otro lado, mientras que Marx predecía que el capitalismo comercial y financiero cedería su puesto al industrial, el crecimiento enorme de los trusts y de los holdings, demostró que por el contrario, el capitalismo moderno es, cada vez más, un capitalismo bancario. La financiación del capital la entendía como la división internacional del trabajo y la creciente proletarización del mundo, cosa que jamás desarrolló como «futuro» sino el devenir de una división cada vez más segmentada de los procesos de producción. No sería sino Rosa Luxemburgo quién llenaría este hueco, destacando el imperialismo monopolista recurrente a las guerras para nivelar los países su balanza de pagos.

- La última gran crítica que realizan los revisionistas, y en especial Bernstein, es el error de Marx en predecir que la concentración industrial no había producido un efecto masivo de desocupación de los pequeños burgueses. En cuanto a la clase obrera, su empobrecimiento había sido contrarrestado por el desarrollo de las cooperaciones. Pero esto no significa gran cosa sino la anterior premisa de la financiarización. No predijo nada, porque no fue ningún profeta. Sobre la base de ciertos análisis observó ciertos comportamientos. Uno de ellos es el salario y el tiempo objetivo aplicado. Se trata pues, de la disminución del «valor» del salario y la automatización del plusvalor. Así, la reproducción de la riqueza no tiene que ver con la concentración industrial sino en las relaciones sociales que hacen posible mantener la producción, lo que provocó el aumento de las clases medias, no confundirlas con pequeños burgueses, pues, hasta Marx veía en la pequeña burguesía un germen revolucionario. No sería sino Max Weber quién llenaría este hueco acerca de, no solo la realidad financiera internacional del capitalismo, sino su creciente burocratización. Y no solo eso, sin darle crédito a Marx, demuestra la ética protestante desde un fundamento más o menos como una «ética materialista» que constituyó la vida industrial.

### El «revisionismo» desde la óptica comunista
El término «revisionismo» fue usado de forma despectiva por los comunistas, sobre todo por los soviéticos, para referirse a aquellas ideas o propuestas que se apartaban de la doctrina «ortodoxa» marxista fijada por el partido.
- Durante las décadas de 1940 y de 1950, el término «revisionismo» fue utilizado, dentro del Movimiento Comunista Internacional, por los «estalinistas» para hacer referencia a aquellos comunistas que ya por entonces proponían enfocarse en los bienes de consumo en lugar de en la industria pesada y a quienes aceptaban las implícitas diferencias nacionales (en particular, las de los nuevos «satélites» soviéticos), y hasta alentaron las reformas democráticas emprendidas en algunos de eso países (las cuales serían denominadas como «antiburocráticas» por parte de los sectores trotskistas). También los titoístas (seguidores del líder yugoslavo Jósip «Tito» Broz) fueron acusados de ser revisionistas, en unas tardías purgas que comenzaron en 1949 en el por entonces reciente Bloque del Este (véase Ruptura Tito-Stalin).

- Luego del «deshielo» parcial provocado por la muerte de Iósif Stalin, el 5 de marzo de 1953, la idea de revisionismo se volvió aceptable durante un corto tiempo en Hungría, durante el gobierno de Imre Nagy (1953-1955) y en Polonia durante el período en el que Władysław Gomułka estuvo en el poder. No obstante, en ese tiempo ni Nagy ni Gomułka se describieron a sí mismos como «revisionistas».

- A raíz de la represión soviética al alzamiento húngaro de 1956, varios intelectuales comunistas occidentales renunciaron a los partidos comunistas de sus respectivos países de origen, como forma de protesta. Debido a esa actitud, serían acusados despectivamente de «revisionismo» por quienes siguieron siendo miembros partidarios. Estos últimos, por su parte serían peyorativamente acusados de «estalinistas» por parte de los renunciantes. Este movimiento sería finalmente conocido con la denominación genérica de Nueva Izquierda.

### El «revisionismo contemporáneo»

#### Cisma sino-soviético[7]
A comienzos del decenio de 1960, el líder chino Mao Zedong (o Mao Tsetung), junto a los elementos más radicales dentro del Partido Comunista Chino (PCCh) revivieron el término «revisionismo» para atacar a la URSS en general y al premier de esta, Nikita Jrushchov, en particular. Ese claro distanciamiento mutuo se dio en el marco del cisma ideológico sino-soviético. Una de las primeras consecuencias del mismo fue el retiro de los asesores técnicos soviéticos de China.
Posteriormente, durante toda esa década —que coincidió con el mayor período de agitación ideológica maoísta— los chinos rutinariamente usarían el mote de «revisionistas modernos» (o «revisionistas contemporáneos») contra los soviéticos en particular, y contra todos los que se adhirieron a su línea ideológica en general. Esa denominación sería recogida y repetida por los grupos o fracciones maoístas que se separaron de algunos partidos comunistas occidentales y orientales, partidos a los que también acusaban de «quietismo» y de falta de suficiente «fogosidad» revolucionaria.
Los 25 puntos de Pekín
En junio de 1963, el Partido Comunista de China publica un texto capital, los 25 puntos de Pekín, que suponen la ruptura definitiva con el «revisionismo soviético». El PCCh envía una larga carta al Comité Central de Partido Comunista de la Unión Soviética, exponiendo ante los revolucionarios de todo el mundo las graves divergencias estratégicas y de principios que dividen en aquellos momentos al Movimiento Comunista Internacional, que está a punto de escindirse en dos posiciones de clase antagónicas, dos corrientes ideológicas y políticas irreconciliables: el marxismo-leninismo-pensamiento Mao Tsé Tung y el «revisionismo contemporáneo».

#### Cisma sino-albanés[9]
En 1978, tuvo lugar el cisma sino-albanés, cuando Enver Hoxha, quien por entonces era el secretario general del Partido del Trabajo de Albania, también condenó al PCCh como «revisionista», como lo había hecho durante la década de 1960 con la Unión Soviética post-estalinista de Jrushchov —pues para Hoxha, la «Teoría de Deng Xiaoping», también denominada como «Dengismo», es una rama más del «revisionismo moderno»—. En aquellas oportunidades, Hoxha había afirmado que «había sido forzado a optar entre seiscientos cincuenta millones de chinos y doscientos millones de rusos (sic)». En realidad, Hoxha hizo eso porque, luego de la muerte de Mao Tse Tung (acaecida el 9 de septiembre de 1976), China fue paulatinamente abandonando los aspectos más radicales del maoísmo, lo que para 1978 (con el ascenso del pragmático y más moderado Deng Xiaoping al poder) conformaba un hecho evidente.